# Gare de Glanges
La gare de Glanges est une gare ferroviaire française de la Ligne des Aubrais - Orléans à Montauban-Ville-Bourbon, située sur le territoire de la commune de Vicq-sur-Breuilh, à proximité de Glanges dans le département de la Haute-Vienne en région Nouvelle-Aquitaine.
Mise en service en 1893, elle est fermée dans les années 1990. 

## Situation ferroviaire
Établie à 333 mètres d'altitude, la gare de Glanges est située au point kilométrique (PK) 427,678 de la ligne des Aubrais - Orléans à Montauban-Ville-Bourbon, entre les gares ouvertes de Pierre-Buffière et de Magnac - Vicq.

## Histoire
La gare de Glanges est mise en service le 1er juillet 1893 par la compagnie du chemin de fer de Paris à Orléans. 
Elle est fermée dans les années 1990, en raison notamment d'une fréquentation trop faible. Sa position, en pleine campagne, à mi-chemin entre Glanges et Vicq-sur-Breuilh n'a pas joué en sa faveur.

## Patrimoine ferroviaire
L'ancien bâtiment voyageur, d'une architecture atypique, est devenu une habitation privée.
Elle dispose toujours de ses deux quais longs de 60 mètres et d'un abri situé sur le quai opposé au bâtiment voyageurs. La traversée de voies s'effectuait par le passage à niveau n°248 (toujours en service) permettant le passage de la route départementale 82A2, en bout de quai. 